# 波马雷二世
波马雷二世（1774年—1821年12月7日），原名Tū Tū-nui-ʻēʻa-i-te-atua Pōmare，大溪地王國第二代國王，1782年至1821年在位。

## 簡歷
波馬雷二世於1782年接受父親波馬雷一世禪位，於1791年正式登基。不過波馬雷一世仍然攝政並且掌握實權，直到於1803年逝世為止。
波馬雷二世性格殘忍好戰。1808年，被叛乱者廢黜王位，逃往莫雷阿島。在此期間，放棄傳統信仰，皈依基督教。後來在基督教勢力的支持下，於1815年回到大溪地奪回王位。1821年，因為過度飲酒而逝世，其子波馬雷三世繼位。

## 腳註
1. ↑  Teuira Henry, John Muggridge Orsmond.  48. Bernice Pauahi Bishop Museum. 1928: 249  [2014-11-23]. （原始内容存档于2014-07-07）.

| 統治者頭銜          | 統治者頭銜           | 統治者頭銜          |
| ------------------- | -------------------- | ------------------- |
| 前任者： 波馬雷一世 | 大溪地國王 1815–1821 | 繼任者： 波马雷三世 |